# Josef Grytzell
Josef Grytzell, till 1882 Eriksson, född 19 mars 1862 i Hedemora, Kopparbergs län, död 17 januari 1908 i Södra Mellby församling, Kristianstads län, var en svensk pastor i Svenska Baptistsamfundet, skriftställare och psalmförfattare.
Grytzell var son till trädgårdsmästaren Erik August Eriksson och Maria Kristina, född Grytzell.

## Sånger
- Bedröva ej Anden
- Gud är trofast, o min själ
- Guds kärlek är det största
- Härligt nu skallar frälsningens bud
- Skåda framåt, se det dagas
- Tala, Herre, låt oss bära
- Verka med iver